# Kenan Bajramović
Kenan Bajramović (Zenica, 24 maggio 1981) è un ex cestista bosniaco.

## Carriera
Con la Bosnia ed Erzegovina ha disputato tre edizioni dei Campionati europei (2003, 2005, 2011).

## Palmarès

### Squadra
- Campionato lituano: 1

Lietuvos rytas: 2009-10
- Coppa di Bosnia ed Erzegovina: 1

Bosna: 2005
- Campionato bosniaco: 1

Bosna: 2004-05
- Coppa d'Ucraina: 1

Azovmash Mariupol': 2006
- Campionato ucraino: 2

Azovmash Mariupol': 2005-06, 2006-07

### Individuale
- Bosnia e Herzegovina League Player of the Year (2003, 2004, 2005)
- Bosnia e Herzegovina League Forward of the Year (2003, 2004, 2005)
- Bosnia e Herzegovina League Defensive Player of the Year (2003)
- Bosnia e Herzegovina League Domestic Player of the Year (2004, 2005)
- Baltic League Forward of the Year (2008)
- Baltic League Import Player of the Year (2008)
- LKL Bosman Player of the Year (2008)